# Rocester
Rocester è una parrocchia civile inglese del distretto di East Staffordshire, contea di Staffordshire. Nel Domesday Book  è menzionata come Rowcestre.

## Geografia fisica
Il villaggio è situato a circa 4 miglia a nord di Uttoxeter, vicino al confine con la contea di Derbyshire.  Al censimento del 2011 la popolazione ammontava a 1 700 abitanti. Rocester si trova sul triangolo di terra fra il fiume Churnet ed il Dove. I confini della parrocchia, in senso orario a partire da sud, sono Uttoxeter Rural, Croxden, Denstone, Ellastone, tutte nello East Staffordshire, quindi Norbury and Roston, Marston Montgomery e Doveridge, tutti nel Derbyshire Dales, distretto contea del Derbyshire.
Da Rocester passava la Long Lane, un'antica strada romana.

## Storia
Un forte romano venne eretto nel luogo verso il 69 d.C. come tappa intermedia fra Derby e Newcastle-under-Lyme. Ciò che rimane delle opere a terra sono ancora visibili. Dopo la partenza dei Romani, verso l'anno 400, il villaggio rimase in mano anglosassone per tutto il medioevo.
Nel 1141 venne eretta l'abbazia agostiniana di Santa Maria nella località oggi nota come Abbey Fields. L'Ordine venne smantellato in Inghilterra nel 1538 e abbazia e chiesa abbaziale distrutte, mentre sul luogo venne eretta una casa residenziale. La chiesa del paese, San Michele, fu costruita nel XIII secolo; essa venne praticamente ricostruita nel 1873, mantenendo però la torre campanaria originale.
Nel 1781 Richard Arkwright acquistò un vecchio mulino per grano, che convertì in un opificio per filatura e tessitura di cotone azionata ad acqua, introducendo così l'industria in una comunità prevalentemente agricola.
Con l'industria giunse anche il canale e la linea ferroviaria e Rocester divenne un importante centro commerciale. Oggi l'antico mulino, poi opificio tessile, è stato riconvertito a sede dell'Accademia JCB.
Il 1º agosto 1849 venne aperta la stazione ferroviaria della North Staffordshire Railway.

### Rocester oggi

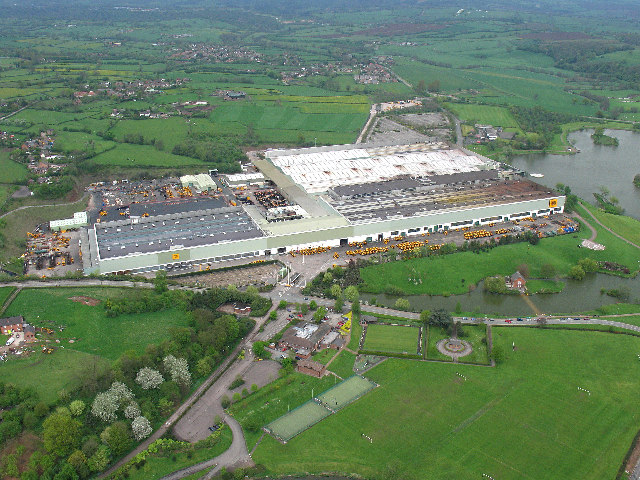
La sede dell'Accademia JCB a Rocester

L'opificio del vecchio mulino rimase la prima fonte d'impiego fino agli anni cinquanta e chiuse i battenti nel 1985. Nel frattempo erano giunte in paese la J. C. Bamford. L'attuale fabbrica venne aperta nel 1970 ed è oggi la sede mondiale della compagnia.
Il paese ha molte attività commerciali, scuole, un asilo ed una chiesa. Vi è anche una squadra locale di calcio.

## Collegamenti esterni

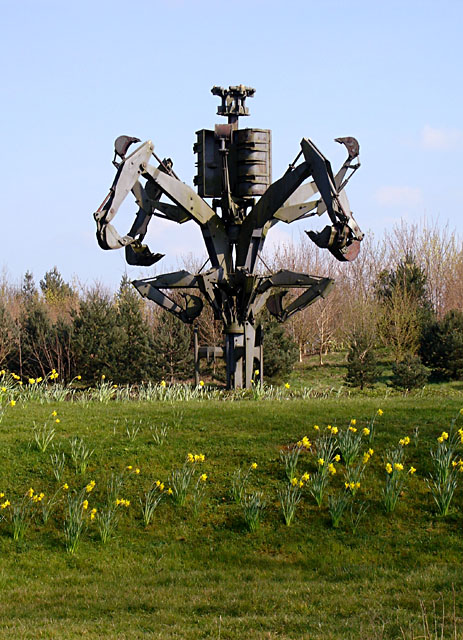
The Fossor, alla sede della JC Bamford